# آیه ۲۵۶ سوره بقره

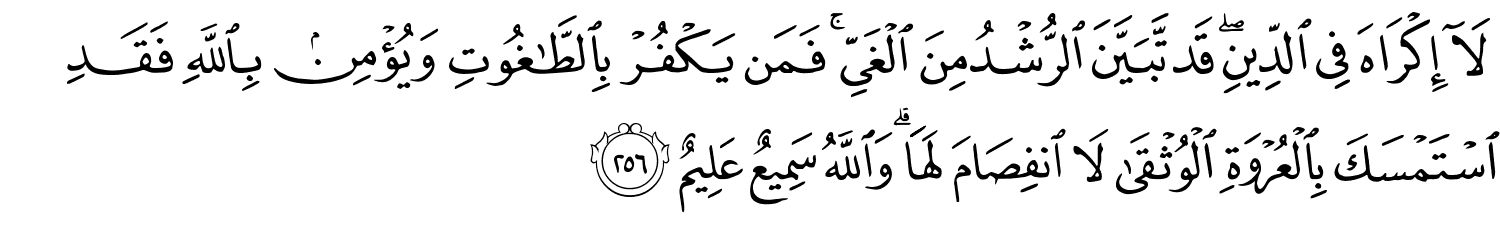
متن آیه

آیه ۲۵۶ سوره بقره یکی از سه آیه ای است تحت عنوان آیةالکرسی که تأثیری شگرف در تربیت روح انسان دارد.

## محتویات

### آیه
لاإِکۡرَاهَ فِی ٱلدِّینِۖ قَد تَّبَیَّنَ ٱلرُّشۡدُ مِنَ ٱلۡغَیِّۚ فَمَن یَکۡفُرۡ بِٱلطَّـٰغُوتِ وَیُؤۡمِنۢ بِٱللَّهِ فَقَدِ ٱسۡتَمۡسَکَ بِٱلۡعُرۡوَةِ ٱلۡوُثۡقَیٰ لَا ٱنفِصَامَ لَهَاۗ وَٱللَّهُ سَمِیعٌ عَلِیمٌ

## ترجمه‌های فارسی
مهدی الهی قمشه‌ای:
کار دین به اجبار نیست، تحقیقا راه هدایت و ضلالت بر همه کس روشن گردیده، پس هر که از راه کفر و سرکشی دیو رهزن برگردد و به راه ایمان به خدا گراید بی گمان به رشتهٔ محکم و استواری چنگ زده که هرگز نخواهد گسست، و خداوند (به هر چه خلق گویند و کنند) شنوا و داناست.
محمدمهدی فولادوند
در دین هیچ اجباری نیست و راه از بیراهه بخوبی آشکار شده‌است پس هر کس به طاغوت کفر ورزد، و به خدا ایمان آورد، به یقین، به دستاویزی استوار، که آن را گسستن نیست، چنگ زده‌است و خداوند شنوایِ داناست.

محمدرضا آدینه‌وند
 در قبولی دین اکراهی نیست (زیرا) راه درست از راه منحرف آشکار شده‌است، بنابراین کسی که به طاغوت (بت و شیطان و هر موجود طغیانگر) کافر شود و به خدا ایمان آورد به دستگیرهٔ محکمی چنگ زده‌است که گسستن برای آن نیست و خداوند شنوا و داناست.

## آگاهی
زندگی دنیا به خاطر انسانِ مختار است تا با آزادی هدفمند به علم و با ارادهٔ آگاهانه به پرستش خداوند په پردازد تا در روز جزا به جزای کامل برسد. زندگی حقیقی همانا در سرای آخرت است، ای کاش می‌دانستید. (سورهٔ عنکبوت آیهٔ ۶۴)

## معنای اصطلاحی دین
دین: Divine: Deon: Religion؛ دیانت: Divinity: Deontology: Religionism پیروی و اطاعت از فرمان‌های خداوند بلند مرتبه است و گفته می‌شود:
(دَانَ) لَهُ یَدِینُ (دِینًا) أَیْ أَطَاعَهُ وَمِنْهُ (الدِّینُ) وَالْجَمْعُ (الْأَدْیَانُ) وَیُقَالُ: (دَانَ) بِکَذَا (دِیَانَةً) فَهُوَ (دَیِّنٌ) وَ (تَدَیَّنَ) بِهِ فَهُوَ (مُتَدَیِّنٌ) وَ (دَیَّنَهُ تَدْیِینًا) وَکَلَهُ إِلَی دِینِهِ.
حتی کلمه دَین هم با معنای کلی یعنی جزا و پاداش ارتباط دارد، چون جزای فرد بدهکار این است که وامش را کامل بپردازد، لذا گفته شده:
(دَانَهُ) أَقْرَضَهُ فَهُوَ (مَدِینٌ) وَ (مَدْیُونٌ)
کلمه «دانَ» مشترک است بین قرض دادن و قرض گرفتن، همچنین است کلمهٔ «دائن». پس هوشیار کسی است که برای پس از مرگ عمل کند.
کلمهٔ «دِیْن» در زبان‌ها و فرهنگ‌های مختلف و با دلالت‌ها و اشتقاق‌های دیگر مؤید جاودانگی و حیات آن در اندیشه ملت‌ها و تمدن‌ها است و می‌توان با توجه به اصطلاحات زبان‌شناسی نوین، آن را از واژگان جاودان به‌شمار آورد.